# 舒希察河
40°34′8″N 19°34′13″E / 40.56889°N 19.57028°E

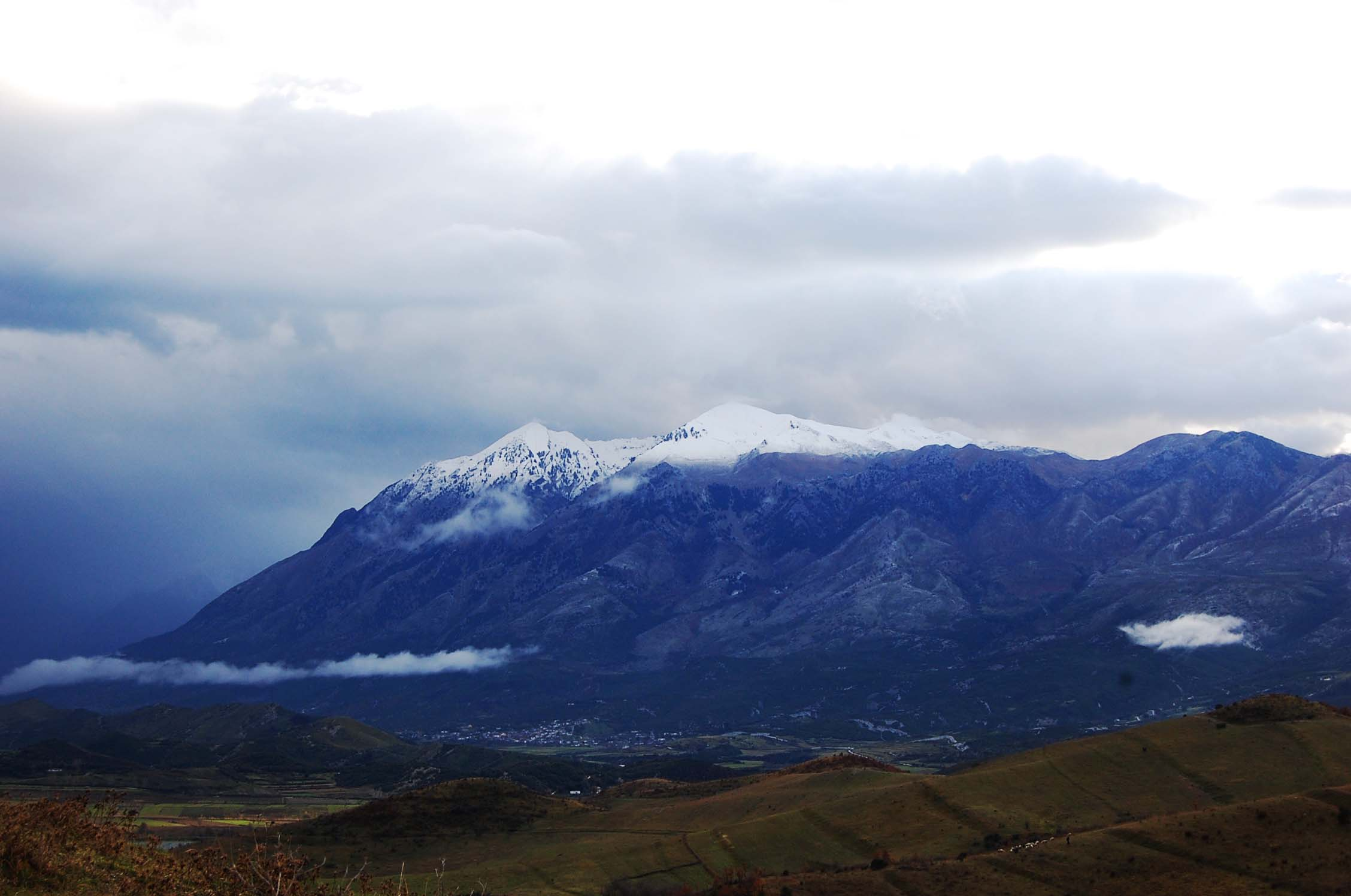
舒希察河谷

舒希察河，是阿爾巴尼亞的河流，位於該國南部，屬於維約薩河的支流，發源自夫羅勒州，河道全長80公里，該河流用作農業用途。